# Турыс, Бекжан Асаубаевич
Бекжан Асаубаевич Турыс (каз. Бекжан Асаубайұлы Тұрыс; 15 февраля 1965; Уйгурский район, Алматинская область, Казахская ССР, СССР) — актёр казахского кино, театра и дубляжа. Заслуженный деятель Казахстана (2009). Лауреат Государственной молодежной премии «Дарын» (2004).

## Биография
Бекжан Асаубаевич Турыс родился 15 февраля 1965 году в с. Шошанай Уйгурского района Алматинской области.
В 1987 году Окончил Казахский Государственный институт Театра и Кино им Т. Жургенова по специальности «актёр театра и кино».
С 1990 года актёр Казахский государственный академический театр драмы имени М. О. Ауэзова
Бекжан Турыс особенно популярен по телевизионным программам «Жетпіс жеті күн», «Ұят болмасын» (Ақылбай шал), «Еркектің аты еркек», а также по сериалу «Базарбаевтар» (Базарбаевы) и другим.

## Основные роли на сцене
Казахский государственный академический театр драмы имени М. О. Ауэзова

### Из национальной классики и современной драматургии
- Кокбай, Сырттан, Баймагамбет в "Абае" М. Ауэзова (реж .Е. Обаев),
- Балпык в "Айман - Шолпан" (реж. А. Мамбетов),
- Жарас (реж. Е. Обаев), Кобей в "Енлик -Кебек" (реж. Х. Амир - Темир),
- Жанабай, Жаменке в "Лихой године" (реж. А. Рахимов),
- Сулейман в спектакле «Акбилек» Ж. Аймауытова (реж. А. Ашимов),
- Баймен в «Тоска по любви» (реж. Сугурбеков),
- Мукыш в "Саботаже" Б. Майлина (реж. А. Рахимов),
- Мусапир в "Светлой любви" С. Муканова (реж. А. Рахимов),
- Абилов в спектакле "И длиться дольше века день" Ч. Айтматова (реж. А. Мамбетов),
- Исабек в "Восхождении в Фудзияму" Ч. Айтматова (реж. О. Кенебаев),
- Сери в "Мести" А. Сулейменова (реж. А. Рахимов),
- Журналист в спектакле «Сокращение штата» (реж. А. Рахимов),
- Дервиш в спектакле "Абылай хан" А. Кекилбаева (реж. Б. Атабаев),
- предсказатель в спектакле «Лу - у- боф? Любовь!» А. Тажибаева,
- Адам в "Влюбленных" И. Есенберлина (реж . К. Сугурбеков),
- Ертай в спектакле «Транзитный пассажир» Д. Исабекова (реж. А. Рахимов),
- Коммерсант в "Актрисе" (реж. Н. Жуманиязов),
- Цезарь в "Напрасной жизни" Б. Мукая (К. Сугурбеков),
- Нурбай в "Кавалерах" (реж. О. Кенебаев),
- Жусип в "Жертве" К. Ыскака (реж. Б. Атабаев),
- Адик в "Казахах" К. Ыскака и Шахимардена (реж. Т. аль - Тарази),
- Кырманбай в "Свадьбе Кырманбая" Т. Нурмаганбетова (реж. А. Рахимов),
- Ходжа Насреддин в комедии "Все же жив Ходжа Насреддин" (реж. О. Кенебаев),
- Старик попутчик в спектакле «Казахи после свадьбы» (реж. А. Рахимов),
- Шамши в "Цыганской серенаде" И. Сапарбая, Курбан в спектакле "Кара кемпир" А. Амзеулы (реж. Е. Обаев),
- Шаукен в "Баламуте" О. Боранбаева (реж. О. Кенебаев),
- Чубарый Ораз в спектакле «Бакей кыз» Т. Мамесеита (реж. Е. Обаев) и др.

### Из мировой классики и современной драматургии
- Слай, Педант в "Укрощении строптивой" Шекспира (реж. А. Мамбетов),
- Лоренцо в "Ромео и Джульетта" (реж. О. Салимов),
- глашатай в спектакле "Царь Эдип" Софокла (реж. А. Мамбетов),
- Колен в комедии «Одураченный муж!» Мольера (реж. А. Рахимов),
- Яков в "Чайке" А. Чехова (реж. Б. Атабаев),
- Шпекин в "Ревизоре" Гоголя (реж. Е. Обаев),
- Аркуб в спектакле "Если б я был султан..." С. Ваннуса (реж. А. Ашимов),
- Доктор в "Сватах" Е. Уахитова (реж. А. Рахимов),
- Старик в драме "Давайте жить, не нанося боль друг другу" Б. Жакиева (реж. Е. Обаев),
- Жошы в спектакле «Последний океан Чингисхана» Н. Абдикадырова (реж. Н. Абдикадыров),
- Таубай в спектакле "Такова жизнь.." М. Сарсеке,
- Оразбай в спектакле "Есть ли яд не испитый мной?.." И. Гайыпа (реж. О. Кенебаев),
- Шакарим в "Шакариме" А. Рахимова (реж. А. Рахимов) и др.

## Фильмография
|   | Год  | Название                   | Роль              | Режиссёр                                                |
| - | ---- | -------------------------- | ----------------- | ------------------------------------------------------- |
| 1 | 2007 | Человек-ветер              | Молда             | К. Ахметов                                              |
| 2 | 2007 | Курак корпе                | Койбагаров        | Рустем Абдрашев                                         |
| 3 | 2008 | Набережная любви           | Автор             |                                                         |
| 4 | 2009 | Золотое колье / Алтын алқа | Аким              | М. Бидосов                                              |
| 5 | 2011 | Айналайын (сериал)         | Шакен             | Б. Калымбетов, С. Утепбергенов, К. Мустафин, К. Тлеуова |
| 6 | 2012 | Базарбаевы (сериал)        | Саламат Базарбаев | С. Булов                                                |

## Награды и звания
- 1998 — Указом Президента Республики Казахстан награждён первой памятной медалью «Астана»
- 2004 — Лауреат Государственной молодежной премии «Дарын» [1]
- 2009 — Присвоено почетное звание «Заслуженный деятель Республики Казахстан» за заслуги в области казахского театрального и киноискусства
- 2016 — Медаль «25 лет независимости Республики Казахстан»
- 2016 — Медаль «Намыс» имени Бауыржана Момышулы
- Лауреат премии им. М. Макатаева.
- Многократный лауреат фистиваля «театральной весны»
- Указом Президента Республики Казахстан от 29 ноября 2019 года награждён орденом «Курмет».[2]